# Ivar Stukolkin
Ivar Stukolkin, född 13 augusti 1960 i Tallinn, är en före detta sovjetisk simmare.
Stukolkin blev olympisk guldmedaljör på 4 x 200 meter frisim vid sommarspelen 1980 i Moskva.